# 10-й окремий мотострілецький полк оперативного призначення ВВ МВС (СРСР)
10-й окремий мотострілецький Римнікський орденів Кутузова, Богдана Хмельницького й Червоної Зірки полк оперативного призначення (10 мсп оп вв МВС, в/ч 3238) — частина оперативного призначення ВВ МВС СРСР.
У 1992 році на його базі було створено 14-й полк НГУ.

## Історія
Сформований 14-го червня 1924 року на базі Островської комендатури і отримав назву 10-й Островський загін ОДПУ. З початком війни 23 червня 1941 року 10-й Островський прикордонний загін НКВС передано в склад Північно-Західного фронту, і реформовано в окремий батальйон НКВС. За бої в районі міста Васлуй 10-му контрольно-загороджувальному прикордонному полку НКВС присвоєно почесне найменування «Римнікський». За зразкове виконання бойових завдань командування у боях з німецькими військами, в роки Другої світової війни нагороджено орденами – 180, медалями – 718 офіцерів, солдатів та сержантів полку.
19 лютого 1945 року Указом Президії Верховної Ради СРСР полк нагороджений Орденом «Богдана Хмельницького ІІ ступеня».
З травня 1945-го по червень 1946-го років полк виконував завдання по охороні демаркаційної лінії в Австрії, а 8 червня 1946 року полк передислокований на Львівщину.
В 1956 році до складу полку ввійшов 33 полк НКВС.
У 1956 році полк виконував задачі по охороні громадського порядку за межами України, беручи участь у придушенні революції в Угорщині (операція «Вихор» в Угорській Народній Республіці).
В січні 1957 року Указом Президії Верховної Ради СРСР, полку присвоєно назву 12-й мотострілецький Римнікський орденів Кутузова, Богдана Хмельницького, Червоної Зірки загін внутрішньої охорони МВС СРСР.
У 1968 році полк виконував задачі при вторгненні радянських військ у Чехословаччину (операції «Дунай» в Чехословацькій Соціалістичній Республіці). 
З квітня 1986 року по лютий 1987 року, полк знаходився в районі ліквідації наслідків аварії на Чорнобильській АЕС.
В період Перебудови частина виконувала завдання по наданню допомоги місцевим державним і правоохоронним органам у підтриманні громадського порядку, припиненні збройних конфліктів на міжнаціональному підґрунті та масових безладів в республіках Закавказзя та Нагірно-Карабаському Автономному Окрузі.
Після відновлення незалежності України й створення Національної гвардії України на його базі було створено 14-й полк НГУ (в/ч 4114).